# Landkreis Börde
Landkreis Börde är ett distrikt (Landkreis) i västra delen av det tyska förbundslandet Sachsen-Anhalt.

## Administrativ indelning
I förvaltningsrättslig mening finns i modern tid ingen skillnad mellan begreppet Stadt (stad) gentemot Gemeinde (kommun). Följande kommuner och städer ligger i Landkreis Börde: 

### Städer
| - Haldensleben - Oebisfelde-Weferlingen | - Oschersleben (Bode) | - Wanzleben-Börde | - Wolmirstedt |

### Kommuner
| - Barleben | - Hohe Börde | - Niedere Börde | - Sülzetal |

### Förvaltningsgemenskaper

#### Elbe-Heide
| - AngernBurgstall - Burgstall | - Colbitz - Loitsche-Heinrichsberg | - Rogätz - Westheide | - Zielitz |

#### Flechtingen
| - Altenhausen - Beendorf | - Bülstringen - Calvörde | - Erxleben - Flechtingen | - Ingersleben |

#### Obere Aller
| - Eilsleben - Harbke | - Hötensleben - Sommersdorf | - Ummendorf - Völpke | - Wefensleben |

#### Westliche Börde
| - Am Großen Bruch | - Ausleben | - Gröningen | - Kroppenstedt |